# Šljivoševci
Šljivoševci falu Horvátországban, Eszék-Baranya megyében. Közigazgatásilag Magadenovachoz tartozik.

## Fekvése
Eszéktől légvonalban 37, közúton 45 km-re nyugatra, Nekcsétől légvonalban 20, közúton 22 km-re északkeletre, községközpontjától 2 km-re keletre, a Szlavóniai-síkságon, a Vučica és a Karašica között fekszik.

## Története
Šljivosevci annak a 18 szlavóniai falunak az egyike, ahova a török megszállás idején kálnivista magyarokat telepítettek. Eredeti magyar neve talán Szilvás lehetett. A lakosság rendkívül sokat szenvedett. Mind a török, mind a később a bécsi kamara alatt a hadak pusztításai és az adók kimerítették az embereket, így a megművelt területeket nem mindenhol lehetett megművelni és a népesség szó szerint éhezett. Gyakran elöntötte az árvíz is. A térség 1687-ben szabadult fel a török uralom alól. Utolsó török birtokosa Hasszán valpói bég volt. A felszabadító harcok során valószínűleg elnéptelenedett. A falu 1698-ban „Szlivoszevczy” néven adatok nélkül szerepel a szlavóniai települések kamarai összeírásában. 1702-ben 4 ház állt a településen.
A 18. században katolikus horvátokkal telepítették be. A valpói katolikus plébániához tartozott. A falunak már 1738-ban volt egy kis fakápolnája, melynek hosszúsága négy lépés volt. Szent Márk evangélista tiszteletére volt felszentelve. A hívek száma száz volt. Az egyházi vizitátor feljegyezte, hogy ennek a falunak a falun kívül negyed óra járásra van egy falazott temploma is, mely Szent Gergelynek van szentelve. Ötven láb hosszú és 20 láb széles, minden fala fehérre van meszelve. Tetejét be kellene fedni, melyre már a zsindely is megvan, de az emberek szegénysége miatt a mestert nem tudják fizetni. A mester 200 forintot kért, mely abban az időben négy szép tehén ára volt. A templom mellett volt a falu temetője. Plébániáját 1789-ben alapították. 1819-ben a plébániatemplom egy a galambokra lőtt puskagolyótól kigyulladt leégett. Az újjáépített templomot 1822-ben szentelték fel, addig a hívek a szomszédos Lacići templomába jártak istentiszteletre.
Az első katonai felmérés térképén „Slivosevcze” néven található. Lipszky János 1808-ban Budán kiadott repertóriumában „Szlivossevcze” néven szerepel. Nagy Lajos 1829-ben kiadott művében „Szlivossevcze” néven 99 házzal, 602 katolikus lakossal találjuk. A 19. század végén dunai svábokat és dél-magyarországi magyarokat telepítettek be a környező földek és erdők megművelésére.
1857-ben 603, 1910-ben 585 lakosa volt. Verőce vármegye Alsómiholjáci járásához tartozott. Az 1910-es népszámlálás adatai szerint lakosságának 81%-a horvát, 13%-a német, 5%-a magyar anyanyelvű volt. Az első világháború után 1918-ban az új szerb-horvát-szlovén állam, majd később (1929-ben) Jugoszlávia része lett. A második világháború idején a magyar és német lakosságot elűzték. Sokakat a valpói gyűjtőtáborba hajtottak. 1991-ben lakosságának 95%-a horvát nemzetiségű volt. 2011-ben a falunak 351 lakosa volt.

## Lakossága
| Lakosság változása | Lakosság változása | Lakosság változása | Lakosság változása | Lakosság változása | Lakosság változása | Lakosság változása | Lakosság változása | Lakosság változása | Lakosság változása | Lakosság változása | Lakosság változása | Lakosság változása | Lakosság változása | Lakosság változása | Lakosság változása |
| ------------------ | ------------------ | ------------------ | ------------------ | ------------------ | ------------------ | ------------------ | ------------------ | ------------------ | ------------------ | ------------------ | ------------------ | ------------------ | ------------------ | ------------------ | ------------------ |
| 1857               | 1869               | 1880               | 1890               | 1900               | 1910               | 1921               | 1931               | 1948               | 1953               | 1961               | 1971               | 1981               | 1991               | 2001               | 2011               |
| 603                | 535                | 556                | 538                | 543                | 585                | 639                | 673                | 714                | 693                | 729                | 666                | 563                | 409                | 388                | 351                |

## Gazdaság
A község gazdaságában a mezőgazdasági termelés és az állattenyésztés, a kereskedelem, valamint a vendéglátás dominálnak és más tevékenységeknek csak kis részben vannak képviselve. Az állattenyésztés és a szántóföldi gazdálkodás mellett kedvezőek a feltételek a kertészet, a gyümölcstermesztés, a kisállatok (baromfi, sertéstenyésztés) és a virágkertészet fejlesztéséhez.

## Nevezetességei
Nagy Szent Gergely pápa tiszteletére szentelt római katolikus plébániatemploma 1822-ben épült a leégett régi templom helyett. Hosszúsága 12, szélessége 5 és fél méter. 1867-ben tornyát bádoglemezekkel fedték be. 1874-ben teljesen megújították. A plébániához Beničanci, Kućanci és Lacići települések tartoznak.

## Kultúra
- KUD „Seljačka sloga” Šljivoševci kulturális és művészeti egyesület.
- 2005 óta évente rendezik meg a „Suncokret” folklórszemlét.

## Oktatás
A településen a magadenovaci általános iskola alsó tagozatos területi iskolája működik. A felsős tanulók a magadenovaci általános iskolába járnak.

## Sport
Az NK Graničar Šljivoševci labdarúgócsapata a megyei 2. ligában szerepel.

## Egyesületek
- DVD Šljivoševci önkéntes tűzoltó egyesület, alapítva 1928.
- UŽ Šljivoševci nőegyesület
- Hrvatska mladež Šljivoševci ifjúsági egyesület